# گرون‌اشتات
شهر گرون‌اشتاتدر ایالت راینلند-فالتز در کشور آلمان واقع شده‌است.